# Dorsa Tetyaev
Die Dorsa Tetyaev sind eine Gruppe von Dorsa auf dem Erdmond. Sie wurde 1979 nach dem sowjetischen Geologen Mikhail Mikhailovich Tetyaev benannt. Die mittleren Koordinaten sind 20° N / 64° O. Sie ist ungefähr 190 km lang.